# Serie A 1974/1975
Soutěžní ročník Serie A 1974/1975 byl 73. ročník nejvyšší italské fotbalové ligy a 43. ročník pod názvem Serie A. Konal se od 6. října 1974 do 18. května 1975 a skončil vítězstvím Juventusu, který vyhrál po dvou letech již šestnáctý titul v klubové historii.
Nejlepším střelcem se stal po dvou letech italský hráč Paolo Pulici (Turín), který vstřelil 18 branek.

## Události

### Před sezonou
Nováčci soutěže: vítěz 2. ligy Varese, se vrátilo po dvou letech, Ternana po roce a Ascoli poprvé v klubové historii. 
Obhájce titulu z minulé sezony Lazio neposílil. Za to Milán se posílil o Albertosiho (Cagliari),  Beta (Verona) a Zecchiniho Turín. Hlavní posilou byl příchod nového trenéra Giagnoniho, který vedl tři roky Turín. Naopak ztrátou byl odchod Schnellingera (TB Berlín), který se do Německa vrátil po 11 letech. Trenér Edmondo Fabbri se po pěti letech vrátil do Turína a přivedl do týmu Zaccarelliho (AC Hellas Verona) a za 405 mil. Lir koupil Santiniho (Sampdoria). Římané koupili za 400 mil. Lir De Sistiho (AC Fiorentina). Naopak od vlků odešel Domenghini (Verona), Cappellini (Fiorentina) a Selvaggi (Ternana). Inter najal jako trenéra svou klubovou legendu Luise Suáreze a ten pustil dva zkušené hráče Bellugiho (Boloňa a Burgniche (Neapol). Vůbec největší přestup udělal Juventus, který přivedl mladého obránce Scireu (Atalanta BC) za 700 mil. Lir + dva hráči. Trenér Vycpálek byl vyměněn za Parolu, který vrátil po 12 letech. Kariéru ukončil bývalí reprezentant Sandro Salvadore (Juventus).
Další změny byli: Marino Perani (Boloňa → Toronto Blizzard), Fabrizio Poletti (Cagliari → Sampdoria) a Giovanni Lodetti (Sampdoria → Foggia).

### Během sezony
Obhájce titulu Lazio začalo dobře, ale v 5. kole prohrálo z Interem doma 1:3 a muselo přepustit prvenství Juventusu. V 10. kole Juventus vyhrál v Neapoli 6:2 před nejvyšší návštěvností v Itálii s 90 736 diváky. Stará dáma hrála výborně a stala se tak zimním mistrem s tříbodovým náskokem před druhým Laziem a čtyřmi body před Římem.
V druhé polovině sezony Juventus pokračoval ve svým výborných zápasech bez přílišných problémů, dokonce zvýšili svůj náskok na 5 bodů na druhé Lazio. V předposledním kole sice Juventus prohrál s Fiorentinou a náskok se s tenčil na 2 body, tentokrát před Neapolí. V posledním kole titul slavil po dvou letech Juventus, který tak slavil již 16 titul. Na druhém místě skončilo Neapol, které mělo o dva body méně a třetí místo vybojoval o čtyři body méně Řím. Kromě Neapole a Říma slavil postup do Poháru UEFA také Lazio a Milán. Velmi špatnou sezonu měl Inter, který obsadil až 9. místo.
Boj o záchranu nebyl příliš vzrušující. Prvním sestupujícím bylo Varese, poté následovala Ternana. Jako poslední sestupují byla Vicenza, odsouzena k návratu do druhé ligy po dvaceti letech. Díky dobré druhé polovině sezóny se zachránil nováček s Ascoli.

## Účastníci
| Klub              | Město         | Stadion                      | Trenér                                        | Nejlepší střelec                   |
| ----------------- | ------------- | ---------------------------- | --------------------------------------------- | ---------------------------------- |
| Ascoli            | Ascoli Piceno | Stadio Cino e Lillo Del Duca | Carlo Mazzone                                 | Massimo Silva (5)                  |
| Boloňa            | Boloňa        | Stadio Comunale              | Bruno Pesaola                                 | Giuseppe Savoldi (15)              |
| Cagliari          | Cagliari      | Stadio Sant'Elia             | Giuseppe Chiappella (1.–9. kolo) Luigi Radice | Sergio Gori (10)                   |
| Cesena            | Cesena        | Stadio "Fiorita"             | Eugenio Bersellini                            | Giuliano Bertarelli (6)            |
| Fiorentina        | Florencie     | Stadio Comunale              | Nereo Rocco                                   | Gianfranco Casarsa (7)             |
| Inter             | Milán         | Stadio San Siro              | Luis Suárez                                   | Roberto Boninsegna (9)             |
| Juventus          | Turín         | Stadio Comunale di Torino    | Carlo Parola                                  | Pietro Anastasi, Oscar Damiani (9) |
| Lanerossi Vicenza | Vicenza       | Stadio Romeo Menti           | Héctor Puricelli (1.25. kolo) Manlio Scopigno | Alessandro Vitali (6)              |
| Lazio             | Řím           | Stadio Olimpico              | Tommaso Maestrelli                            | Giorgio Chinaglia (14)             |
| Milán             | Milán         | Stadio San Siro              | Gustavo Giagnoni                              | Egidio Calloni (11)                |
| Neapol            | Neapol        | Stadio San Paolo             | Luís Vinício                                  | Sergio Clerici (14)                |
| Řím               | Řím           | Stadio Olimpico              | Nils Liedholm                                 | Pierino Prati (14)                 |
| Sampdoria         | Janov         | Stadio Luigi Ferraris        | Giulio Corsini                                | Mario Maraschi (7)                 |
| Ternana           | Terni         | Stadio Libero Liberati       | Enzo Riccomini                                | Nicola Traini (4)                  |
| Turín             | Turín         | Stadio Comunale di Torino    | Edmondo Fabbri                                | Paolo Pulici (18)                  |
| Varese            | Varese        | Stadio Franco Ossola         | Pietro Maroso                                 | Giannantonio Sperotto (5)          |

## Tabulka
| Poř. | Tým               | Z  | V  | R  | P  | VG | OG | B  |
| ---- | ----------------- | -- | -- | -- | -- | -- | -- | -- |
| 1.   | Juventus          | 30 | 18 | 7  | 5  | 49 | 19 | 43 |
| 2.   | Neapol            | 30 | 14 | 13 | 3  | 50 | 22 | 41 |
| 3.   | Řím               | 30 | 15 | 9  | 6  | 27 | 15 | 39 |
| 4.   | Lazio             | 30 | 14 | 9  | 7  | 34 | 28 | 37 |
| 5.   | Milán             | 30 | 12 | 12 | 6  | 37 | 22 | 36 |
| 6.   | Turín             | 30 | 11 | 13 | 6  | 40 | 30 | 35 |
| 7.   | Boloňa            | 30 | 10 | 12 | 8  | 36 | 33 | 32 |
| 8.   | Fiorentina        | 30 | 9  | 13 | 8  | 31 | 27 | 31 |
| 9.   | Inter             | 30 | 10 | 10 | 10 | 26 | 26 | 30 |
| 10.  | Cagliari          | 30 | 6  | 14 | 10 | 22 | 30 | 26 |
| 11.  | Cesena            | 30 | 5  | 15 | 10 | 23 | 35 | 25 |
| 12.  | Ascoli            | 30 | 6  | 12 | 12 | 14 | 27 | 24 |
| 13.  | Sampdoria         | 30 | 4  | 16 | 10 | 21 | 35 | 24 |
| 14.  | Lanerossi Vicenza | 30 | 5  | 11 | 14 | 19 | 34 | 21 |
| 15.  | Ternana           | 30 | 4  | 11 | 15 | 19 | 42 | 19 |
| 16.  | Varese            | 30 | 3  | 11 | 16 | 19 | 42 | 17 |

Poznámky
- Z = Odehrané zápasy; V = Vítězství; R = Remízy; P = Prohry; VG = Vstřelené góly; OG = Obdržené góly; B = Body
- za výhru 2 body, za remízu 1 bod, za prohru 0 bodů.
- při rovnosti bodů rozhodovalo skóre.

|  | Mistr ligy a přímý postup do poháru PMEZ 1975/76 |
|  | Přímý postup do poháru PVP 1975/76               |
|  | Přímý postup do poháru UEFA 1975/76              |
|  | Sestup do Serie B                                |

## Statistiky

### Výsledková tabulka
|            | Ascoli | Boloňa | Cagliari | Cesena | Fiorentina | Inter | Juventus | L. Vicenza | Lazio | Milán | Neapol | Řím | Sampdoria | Ternana | Turín | Verona |
| ---------- | ------ | ------ | -------- | ------ | ---------- | ----- | -------- | ---------- | ----- | ----- | ------ | --- | --------- | ------- | ----- | ------ |
| Ascoli     | –      | 1:3    | 0:0      | 0:0    | 0:1        | 0:0   | 0:0      | 1:0        | 1:0   | 1:1   | 1:1    | 0:0 | 1:0       | 1:0     | 1:1   | 2:0    |
| Boloňa     | 1:1    | –      | 2:0      | 3:2    | 1:0        | 2:1   | 2:1      | 1:1        | 1:2   | 0:0   | 1:0    | 1:0 | 2:2       | 1:1     | 1:3   | 1:1    |
| Cagliari   | 2:0    | 1:1    | –        | 2:2    | 2:1        | 0:1   | 1:1      | 0:0        | 1:1   | 0:0   | 1:1    | 1:2 | 1:0       | 2:0     | 0:0   | 1:1    |
| Cesena     | 0:0    | 2:2    | 2:1      | –      | 1:1        | 0:0   | 0:1      | 3:1        | 0:0   | 1:0   | 0:0    | 0:0 | 1:1       | 2:1     | 1:1   | 1:1    |
| Fiorentina | 0:0    | 1:0    | 2:1      | 2:2    | –          | 1:1   | 4:1      | 0:0        | 1:1   | 1:1   | 1:1    | 0:0 | 0:2       | 2:0     | 2:2   | 2:0    |
| Inter      | 0:1    | 1:1    | 4:1      | 0:1    | 1:0        | –     | 0:1      | 0:0        | 3:1   | 0:0   | 0:0    | 0:2 | 0:0       | 1:0     | 1:0   | 1:0    |
| Juventus   | 4:0    | 0:0    | 1:0      | 1:0    | 0:0        | 1:0   | –        | 5:0        | 4:0   | 2:1   | 2:1    | 1:0 | 1:1       | 2:0     | 0:0   | 3:0    |
| L. Vicenza | 1:0    | 0:1    | 0:0      | 2:0    | 0:1        | 1:3   | 1:2      | –          | 1:2   | 2:0   | 2:2    | 0:2 | 1:1       | 1:0     | 1:0   | 1:1    |
| Lazio      | 1:0    | 1:0    | 1:0      | 2:1    | 1:0        | 1:2   | 1:0      | 1:0        | –     | 3:0   | 1:1    | 0:1 | 3:0       | 0:0     | 1:5   | 2:0    |
| Milán      | 2:0    | 3:0    | 0:0      | 3:0    | 1:1        | 3:0   | 0:2      | 1:0        | 1:1   | –     | 0:0    | 1:1 | 0:0       | 3:1     | 2:0   | 4:0    |
| Neapol     | 3:1    | 1:0    | 5:0      | 4:0    | 1:0        | 3:2   | 2:6      | 2:0        | 1:1   | 2:0   | –      | 2:0 | 2:0       | 7:1     | 1:0   | 3:0    |
| Řím        | 1:0    | 2:1    | 1:1      | 2:0    | 1:0        | 1:0   | 1:0      | 1:0        | 1:0   | 0:1   | 0:0    | –   | 1:0       | 4:2     | 0:1   | 1:0    |
| Sampdoria  | 0:0    | 1:0    | 0:0      | 0:0    | 3:4        | 1:1   | 1:3      | 1:1        | 0:2   | 2:4   | 1:1    | 0:0 | –         | 1:0     | 0:0   | 1:0    |
| Ternana    | 1:0    | 0:0    | 0:2      | 1:0    | 0:1        | 0:0   | 0:2      | 0:0        | 1:1   | 1:3   | 0:0    | 2:2 | 1:1       | –       | 2:1   | 2:0    |
| Turín      | 1:0    | 3:3    | 1:0      | 2:0    | 2:1        | 2:3   | 3:2      | 2:1        | 2:2   | 1:1   | 1:1    | 1:0 | 1:1       | 1:1     | –     | 3:1    |
| Varese     | 3:1    | 1:4    | 0:1      | 1:1    | 1:1        | 2:0   | 0:0      | 1:1        | 0:1   | 0:1   | 0:2    | 0:0 | 4:0       | 1:1     | 0:0   | –      |

### Střelecká listina
| Pořadí | Jméno              | Klub     | Branky |
| ------ | ------------------ | -------- | ------ |
| 1.     | Paolo Pulici       | Turín    | 18     |
| 2.     | Giuseppe Savoldi   | Boloňa   | 15     |
| 3.     | Pierino Prati      | Řím      | 14     |
| 3.     | Sergio Clerici     | Neapol   | 14     |
| 3.     | Giorgio Chinaglia  | Lazio    | 14     |
| 6.     | Giorgio Braglia    | Neapol   | 12     |
| 6.     | Francesco Graziani | Turín    | 12     |
| 8.     | Egidio Calloni     | Milán    | 11     |
| 9.     | Sergio Gori        | Cagliari | 10     |
| 10.    | Pietro Anastasi    | Juventus | 9      |
| 10.    | Roberto Boninsegna | Inter    | 9      |
| 10.    | Oscar Damiani      | Juventus | 9      |
| 10.    | Giuseppe Massa     | Neapol   | 9      |

## Vítěz
| Serie A Vítěz pro rok 1974/75 |
| ----------------------------- |
| Juventus FC                   |
|                               |